# Personal (Paraguay)
Personal (Núcleo S. A. E.) es un PCS en Paraguay, establecido el 24 de junio de 1998. Es una empresa conjunta entre el Grupo Telecom (67,5 %) y el grupo ABC Comunicaciones (32,5 %). Fue el segundo proveedor de telefonía celular en el país, después de Telecel (actual Tigo). A lo largo de los años, ha implementado diversas tecnologías, como GSM en 2004, 3G en 2008 y 4G LTE en 2015. Además, desde 2014 ofrece servicios de televisión digital. En 2019, adquirió TuVes HD. Hasta mediados de 2019, contaba con 2 321 290 clientes, representando el 31 % del mercado
Es la segunda empresa de telefonía móvil del Paraguay con mayor cantidad de usuarios, detrás de Tigo, con 2 321 290 clientes teniendo el 31 % del total de clientes hasta mediados del 2019.

## Historia
Personal Paraguay comenzó sus operaciones el 24 de junio de 1998. La adjudicación de la banda correspondiente a este servicio se realizó en octubre de 1997 mediante una licitación pública internacional en la que participaron empresas de gran nivel y experiencia en el mercado. Ha sido la segunda empresa de telefonía celular en el país, luego de Telecel (actual Tigo), quien ya llevaba operando desde principios de los años 1990.
En octubre de 2004, Personal lanza su red GSM (hasta ese entonces Personal funcionaba en la red TDMA/D-AMPS), y a principios del 2008 lanza el 3G en forma general. Desde junio de 2014, ofrece servicios de televisión digital mediante un acuerdo con Tuves Paraguay. En diciembre de 2015, Personal lanza su red 4G LTE primeramente para el Gran Asunción, y luego para el resto del país.
El 10 de mayo de 2019,  Personal adquirió la subsidiaria paraguaya de TuVes HD. El perfeccionamiento de la operación de compraventa de acciones, conforme a la Ley N° 642/95 de Telecomunicaciones, debe contar con la aprobación previa de la Comisión Nacional de Telecomunicaciones.